# زمالة غوغنهايم
زمالة غوغنهايم هي منحة ماليه يتم منحها سنوياً منذ عام 1925م من قبل مؤسسة جون سايمون جوجنهايم التذكارية إلى أشخاص ذو قدرة إبداعية استثنائية في مجال الفنون.